# Крушево (Грчка)
Крушево или Крушово (грч. Αχλαδοχώρι, Ахладохори) је насељено место у општини Синтика у периферији Средишња Македонија, Грчка. Према попису из 2021. године било је 458 становника.
Према бугарском географу и историчару, Василу Канчову, у Крушеву је 1900. године живело 2.450 Словена хришћана, 30 Турака и 30 Аромуна. Током Другог балканског рата део мештана је избегао у Бугарску, те је 1913. године било 1.990 житеља. Због великог притиска грчких власти од 1923. до 1924. године принудно је исељено више од 250 словенских породица у Бугарску (1.082 особе) а на њихово место је насељено 204 грчких избегличких породица, укупно 679 особа. Потомци избеглица у Бугарској живе у местима Сандански, Гоце Делчев, Петрич (бугарски део Македоније) и Пловдив. Крушево је 1928. године имало 1.590 житеља, од чега су Словени били већина.